# Fredric Brown
Fredric Brown  (Cincinnati, 29 de octubre de 1906 - 11 de marzo de 1972) fue un escritor de ciencia ficción y misterio, más conocido por sus cuentos caracterizados por grandes dosis de humor y finales sorprendentes. Es también conocido por ser uno de los escritores más audaces a la hora de hacer experimentaciones narrativas en ficción de género. Aunque no fue un escritor especialmente popular en vida, la obra de Brown ha generado un considerable culto que continúa medio siglo después de que realizara su último escrito. Sus obras se reimprimen periódicamente y tiene varias páginas de fanes en Internet tanto en EE. UU. como en Europa, en donde se han hecho varias adaptaciones de sus escritos.

## Biografía
Nunca tuvo seguridad financiera, como muchos otros escritores de pulp escribía febrilmente para pagar sus facturas —lo cual explica, al menos en parte, la calidad desigual de su trabajo—. Corrector de pruebas de imprenta de profesión, solo pudo dedicar 14 años de su vida como escritor a tiempo completo. Brown también era un gran bebedor, lo cual sin duda afectó a su productividad. Lector omnívoro, con intereses que iban más allá de la mayoría de los escritores pulp, Brown siempre demostró un gran interés por la flauta. Se casó dos veces y tuvo dos hijos.
Su primer relato de ciencia ficción fue Aún no es el fin (Not yet the end) publicado en 1941 en una edición de verano de Captain Future. Muchas de sus historias son cuentos ultracortos de 1 a 3 páginas, con argumentos ingeniosos y finales sorprendentes.
Probablemente su cuento más famoso es Arena (1944) por haber sido adaptado en un episodio de Star Trek.
Este humor y una perspectiva algo posmoderna fueron también trasladados a sus novelas. Por ejemplo su novela de ciencia ficción Universo de locos (What Mad Universe) (1941) juega con las convenciones del género al enviar a su protagonista (un escritor de ciencia ficción) a un universo paralelo que está basado, no en sus novelas, sino en la imagen de las mismas de un consumidor ingenuo de este tipo de historias. De un modo similar su novela ¡Marciano, vete a casa! (Martians, Go Home!) (1955) muestra como la vida de un escritor de ciencia ficción se ve afectada por una rocambolesca invasión marciana.
Las historias de misterio de Brown están bien dentro de los estándares de la literatura pulp. En 1947 publica su primera novela policíaca, The Fabulois Clipjoint, (La trampa fabulosa, también conocida como El fabuloso cabaret). Esta será la novela favorita del autor y por la cual ganó en 1948 el Premio Edgar Allan Poe a la mejor obra de narrativa criminal. Otra novela suya, La noche a través del espejo (Night of the Jabberwock), es una extraña y a veces hilarante, pero en última instancia satisfactoria, narración de un día extraordinario en la vida de un redactor de una pequeña ciudad.

## Popularidad e influencia
Brown era un «escritor de escritores» que siempre estuvo mejor considerado por sus compañeros de profesión que por el público en general. Su cuento Arena (1944) fue seleccionado por sus compañeros como una de las 20 mejores historias de ciencia ficción jamás escritas. Su cuento Los Ondulantes (The Waveries) (1954) fue descrito por Philip K. Dick como «puede ser una de las historias de ciencia ficción más influyentes que se haya escrito jamás».
Ayn Rand también alabó a Brown en su Romantic Manifesto. El autor de pulps Mickey Spillane declaró que era su escritor favorito de todos los tiempos.
Brown también tuvo el honor de recibir una de las tres dedicatorias de una las novelas de ciencia ficción más famosas de todos los tiempos: Forastero en tierra extraña de Robert A. Heinlein.

### Narrativa general
- La oficina (The Office)

### Misterio
- La trampa fabulosa (The Fabulous Clipjoint) (1947)
- El asesinato como diversión (Murder Can Be Fun) (1948)
- La viva imagen (The Dead Ringer) (1948)
- A Plot for Murder (1948)
- Plenilunio sangriento (The Bloody Moonlight) (1949)
- La caza del asesino (The Screaming Mimi) (1949). Barcelona, Forum, 1983
- Compliments of a Fiend (1950)
- El misterio de la vela (Here Comes a Candle) (1950)
- La noche a través del espejo (Night of the Jabberwock) (1950)
- Death Has Many Doors (1951)
- El grito lejano (The Far Cry) (1951). México, Diana, 1963
- El crit que venía de lluny, Barcelona, Edicions 62, 1995 (traducción al catalán)
- Todos matamos a la abuelita (We all killed Grandma) (1952)
- Esquizofrenia (The Deep End) (1953)
- El adivino (Madball) (1953)
- Su nombre era muerte (His Name Was Death) (1954)
- Soy un vagabundo (The Wench Is Dead) (1955)
- La bestia dormida (The Lenient Beast) (1956)
- Un trago para el camino (One for the Road) (1958)
- Llama 3-1-2 (Knock Three-One-Two) (1959)
- Una dama en peligro (The Late Lamented) (1959). México, Diana, 1963
- Los asesinos (The Murderers) (1961)
- Cinco días de pesadilla (The Five-Day Nightmare) (1962)
- El caso de la señora Murphy (Mrs. Murphy's Underpants) (1963). México, Diana, 1966
- Los asesinatos del perro y otros asesinatos. (The Shaggy Dog and Others Murders). México, Diana, 1965

### Ciencia ficción
Novelas
- Universo de locos (What mad universe) (1946). España, Nebulae (1ª época), 1956. Reeditado por Biblioteca Ciencia-Ficción y Gigamesh.
- Por sendas estrelladas (The light in the sky are Stars) (1953). España, Nebulae (1ª época), 1966. Reeditado en recopilatorio por Gigamesh.
- ¡Marciano, vete a casa! (Martians go home!) (1955). España, Nebulae (1ª época), 1958. Reeditado por Martinez Roca, Biblioteca Ciencia-Ficción, Bibliopolis y Gigamesh.
- Vagabundo del espacio (Rogue in space) (1957). España, Nebulae (1ª época), 1966. Reeditado en recopilatorio por Gigamesh.
- El ser mente/La mente asesina de Andrómeda (The mind thing) (1961). España, Nebulae (1ª época), 1963. Reeditado por Acervo y Gigamesh.

Recopilatorios de cuentos
- Pesadillas y Geezenstacks (1961). México, Diana, 1966. Editorial Miraguano ISBN 84-7813-061-6
- Paradoja perdida (1973). Barcelona, Martínez Roca, 1981
- El ratón estelar (The best of Fredric Brown) (1977) (editado por Robert Bloch). Barcelona, Bruguera, 1978
- Ven y Enloquece, y otros cuentos de marcianos (The best of Fredric Brown) (1977) (editado por Robert Bloch). Barcelona, Bruguera, 1978
- Luna de miel en el infierno, y otros cuentos de marcianos. Honeymoon in Hell. Barcelona, Edhasa, 1962. ISBN 84-96208-04-4
- Amo del Espacio, Colección Nebulae n.º 21, Ediciones Edhasa
- Ciencia ficción completa I. Contiene el volumen The best of Fredric Brown, editado originalmente en español en dos volúmenes. ISBN 84-96208-03-6
- Ciencia ficción completa II. Contiene Honeymoon in Hell